# Feliks Jusupow
Feliks Feliksowicz Jusupow (ros. Фéликс Фéликсович Юсýпов, ur. 11 marca?/23 marca 1887 w Sankt Petersburgu, zm. 27 września 1967 w Paryżu) – rosyjski arystokrata, książę, hrabia Sumarokow-Elston, znany z udziału w zabójstwie Grigorija Rasputina. Autor książek wspomnieniowych „Koniec Rasputina” (1927) oraz „Wspomnienia” (1953).

## Życiorys
Urodził się w Pałacu Jusupowów w Sankt Petersburgu, jako młodszy syn hrabiego Feliksa Feliksowicza Sumarokow-Elston oraz księżnej Zinaidy Jusupowej. Jego matka była córką ostatniego męskiego przedstawiciela rodziny Jusupow. Aby nie dopuścić do wymarcia rodu, za zgodą cara w 1885 roku hrabia Sumarokow-Elston przyjął nazwisko żony. Jusupowie byli najbogatszym rodem w Rosji, nie dorównywała im nawet panująca rodzina Romanowów. Swój majątek pomnażali przez kilka pokoleń. Posiadali cztery pałace w Sankt Petersburgu, trzy pałace w Moskwie, 37 posiadłości w różnych częściach Cesarstwa, kopalnie węgla i rud żelaza, posiadłości ziemskie oraz fabryki, młyny zbożowe oraz pola naftowe.
Ukończył prywatne Gimnazjum Gurewicza. Po śmierci starszego brata Mikołaja w pojedynku z hrabią Arwidem Manteuffelem, stał się w 1908 roku jedynym spadkobiercą majątku Jusupów. W latach 1909–1913 studiował na Uniwersytecie Oksfordzkim, gdzie przynależał do Klubu Bullingdona.
Po powrocie do Rosji 22 lutego 1914 roku poślubił księżną krwi imperatorskiej Irinę Aleksandrowną Romanową. Z tego związku urodziło się jedyne dziecko Jusupowa - Irina. Para młoda odbyła podróż poślubną, odwiedzając Kair, Jerozolimę, Londyn oraz Bad Kissingen, gdzie przebywali w tym czasie jego rodzice. Po wybuchu I wojny światowej przebywali w Berlinie, gdzie jako poddani rosyjscy zostali zatrzymani. Irina prosiła o pomoc swoją krewną Cecylię Mecklenburg-Schwerin, aby ta interweniowała w sprawie ich powrotu do Rosji u swojego teścia, cesarza Wilhelma II. Cesarz odmówił, lecz w zamian zaoferował możliwość wyboru kraju, w którym mogliby spędzić wojnę. Wkrótce potem udało mu się przedostać do neutralnej Danii, skąd wyjechał do Finlandii i Petersburga.
Po powrocie do kraju uniknął poboru do wojska, ponieważ był jedynym synem w rodzinie, zaczął więc organizować szpital w jednym ze skrzydeł swojego pałacu nad rzeką Mojką. Pracując w szpitalu, w 1916 roku postanowił odbyć roczny kurs oficerski w Korpusie Paziów, a następnie rozpocząć służbę wojskową.
To właśnie w pałacu Jusupowów w Petersburgu dokonano zabójstwa Rasputina. Caryca Aleksandra Fiodorowna domagała się natychmiastowej egzekucji księcia bez procesu, lecz ten uniknął kary; został jedynie osadzony w areszcie domowym w swym majątku w obwodzie biełgorodzkim. Po rewolucji lutowej wrócił na krótko do Petersburga i zabrał część majątku, w tym biżuterię i dwa obrazy Rembrandta. Następnie wraz z rodziną wyjechał na Krym, skąd w 1919 roku na pokładzie brytyjskiego okrętu HMS Marlborough popłynęli z Jałty na Maltę. Stamtąd przez Włochy i Francję dotarli do Wielkiej Brytanii. W 1920 roku wrócili do Francji, gdzie spędzili resztę życia.
Na emigracji Jusupowowie założyli dom mody IRFE, który przestał istnieć w 1929 roku w czasach wielkiego kryzysu. W 1932 roku Feliks pozwał w angielskim sądzie wytwórnię Metro-Goldwyn-Mayer za przedstawienie w złym świetle jego żony Iriny w filmie Ostatnia cesarzowa. W wygranym procesie w 1934 roku Jusupowowie otrzymali wówczas sumę aż 25 tysięcy funtów odszkodowania, przeliczając to na wartość dzisiejszych pieniędzy to ponad 2,2 mln funtów. W czasie II wojny światowej książę odmówił poparcia nazistów oraz powrotu do ZSRR. Para książęca spędziła ze sobą całe życie, żyjąc w dostatku do końca swoich dni. Feliks Jusupow zmarł w 1967 roku i został pochowany na rosyjskim cmentarzu w Sainte-Geneviève-des-Bois. Jego żona zmarła w 1970 roku.